# Juan Manuel Olivares (futbolista)
Juan Manuel Olivares (Wilde, Buenos Aires, Argentina, 14 de julio de 1988) es un futbolista argentino que juega como centrocampista y actualmente milita en el Club Deportivo Morón de Argentina.
En sus primeras apariciones en el Quilmes Atlético Club fue utilizado como volante por sector derecho, pero con la llegada de Alberto Pascutti se le encontró el puesto como la manija del equipo.

## Trayectoria
Sus inicios fueron en el Quilmes Atlético Club, equipo de la Primera División de su país. Luego, emigra en 2009 al fútbol chileno. Tras el terremoto en Chile del el 27 de febrero del 2010, este jugador decide dejar aquel país y así mismo Everton de Viña del Mar, donde permaneció un año. Al volver a Argentina, el Club Social y Deportivo Merlo, que militaba en la segunda división, decide contratarlo.
En el 2011 ficha para Platense de la B Metropolitana, tercera división del fútbol argentino, donde fue figura. Permaneció dos años en la institución. En 2013, el Club Mutual Crucero del Norte, la revelación de la Primera B Nacional, lo contrata. En esta temporada convierte 6 goles en 31 partidos disputados.
A mediados de 2014, el Club Olimpo de la Primera División de Argentina decide adquirir sus servicios. Esta era una gran oportunidad para el centrocampista ya que era su vuelta a la máxima categoría de su país. Su debut con la camiseta de Olimpo fue el 22 de julio por Copa Argentina contra Rafaela.
En el 2015 pasa a Los Andes para disputar el Campeonato B Nacional 2015,haciendo una buena campaña con el equipo de Lomas De Zamora, destacando goles a Patronato, Douglas Haig y Guaraní Antonio Franco.
En el 2017 vuelve a Platense en la B Metropolitana y tiene su revancha, ya que el equipo se corona campeón y asciende a la B Nacional.
Jugó en Brown De Adrogué después de un pequeño paso por su ex club Crucero Del Norte.
Actualmente se encuentra jugando en el Club Deportivo Moron .

## Clubes
| Club                   | País      | Año       | PJ  | Goles |
| ---------------------- | --------- | --------- | --- | ----- |
| Quilmes                | Argentina | 2007-2009 | 73  | 0     |
| Everton (Préstamo)     | Chile     | 2010      | 14  | 0     |
| Deportivo Merlo        | Argentina | 2010-2011 | 8   | 0     |
| Platense               | Argentina | 2011-2013 | 101 | 10    |
| Crucero del Norte      | Argentina | 2013-2014 | 33  | 7     |
| Olimpo                 | Argentina | 2014      | 12  | 0     |
| Los Andes              | Argentina | 2015-2016 | 38  | 5     |
| Brown de Adrogué       | Argentina | 2016-2017 | 38  | 5     |
| Platense               | Argentina | 2017-2018 | 19  | 4     |
| Brown de Adrogué       | Argentina | 2018-2019 | 23  | 3     |
| Defensores de Belgrano | Argentina | 2019-2022 | 94  | 20    |
| Deportivo Moron        | Argentina | 2024      | 10  | 1     |